# Terrien (voile)
Pour les articles homonymes, voir Terrien.

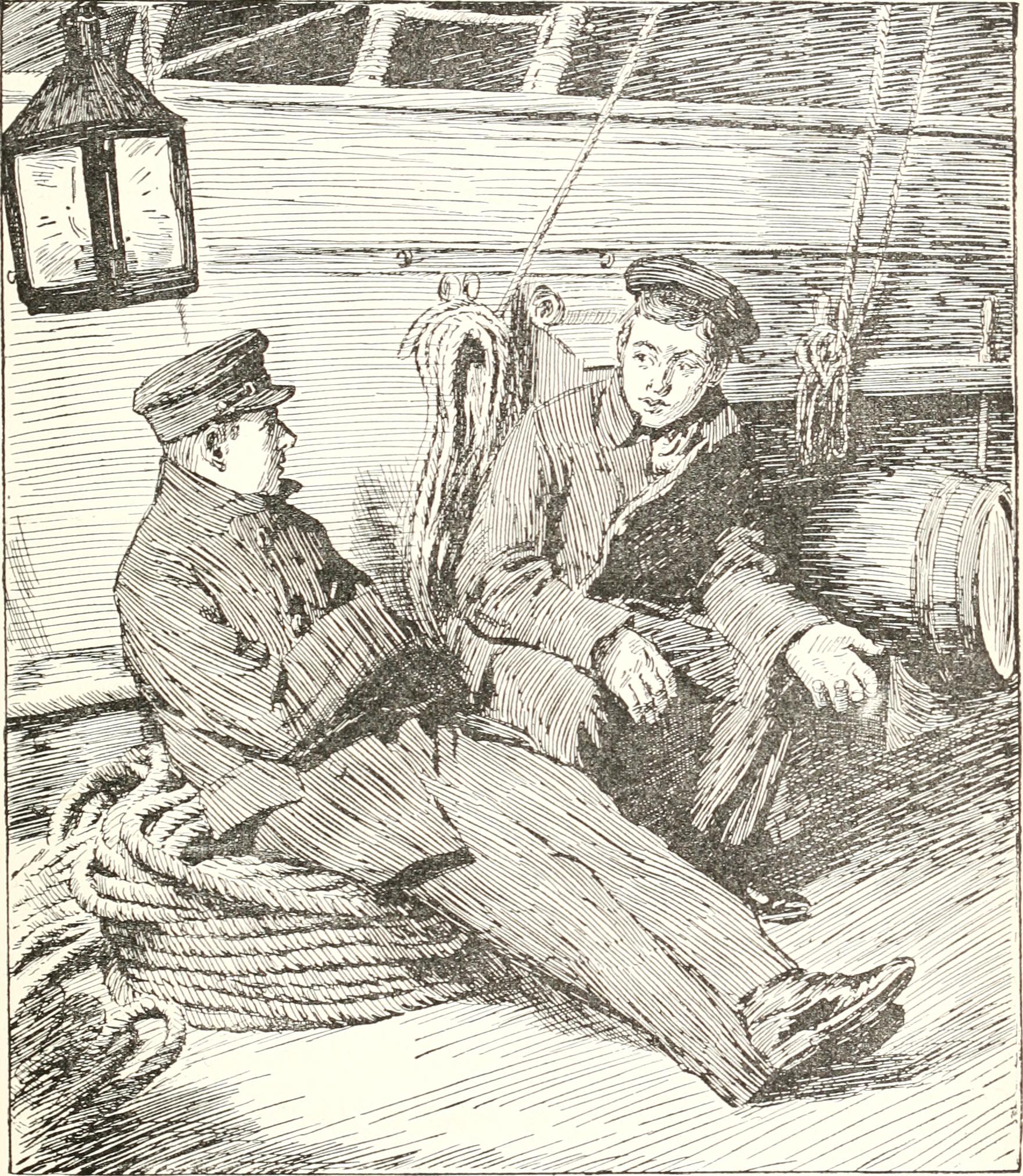
Les terriens étaient des tâcherons inexpérimentés à bord des grands voiliers de commerce ou de guerre.

Un terrien est un terme désuet, désignant un non-marin embarqué sur un navire à voile avant le XXe siècle,,.
Il s'agit d'hommes qui ne sont pas marins (ou inexpérimentés), formant un corps de métier de tâcherons embauchés à bord pour aider aux tâches ordinaires ou de navigation, sous la responsabilité d'un matelot ou d'un bosco. Il s'agit souvent du travail le plus pénible, ne nécessitant pas de connaissances maritimes à bord, sur des navires de pêche, de commerce ou de guerre. Par exemple le HMS Victory embarquait, au XVIIIe siècle, 90 terriens dans son équipage (15 % des matelots), principalement pour les tâches simples et pénibles, comme les manœuvres du cabestan. Ils servent également de soldats en cas d'attaque, aux côtés des troupes de marines.
Dans la marine anglaise, on appelait les terriens landlubber. Le terme était souvent employé comme une injure sur un navire.